# Штрижак Олександр Залманович
Штрижак-Штейнер Олександр (Арон) Залманович — радянський український кінорежисер.

## Життєпис
Народився 1894 року. Закінчив Державний технікум кінематографії (ВДІК).
Працював у кінематографі з 1924 р. як асистент режисера Д. Познанського на кіностудії «Совкіно», де поставив фільм «Її шлях» (1929).
З 1929 року працював на українських кіностудіях — Одеській (ВУФКУ і Українфільм), а потім — на Київській.
Його стрічка «Моє», знята 1934 р. у співавт. з Д. Ердманом, не вийшла на екрани.
Пропав безвісти під час німецько-радянської війни (1941—1945).

## Фільмографія
- «Її шлях» (1929, у співавт; «Совкіно»)
- «Хлопчик з табору» (1930, ВУФКУ)
- «Вовчий хутір» (1931,  (Одеса)
- «Зореносці» (1931, Українфільм (Одеса)
- «Приймак» (1931)
- «Каховський плацдарм»/ «Суворі дні» (1933, Українфільм (Одеса)
- «Моє» (1934, у співавт. з Д. Ердманом, Київська кінофабрика «Українфільм»)